# 블라디미르 코롤렌코

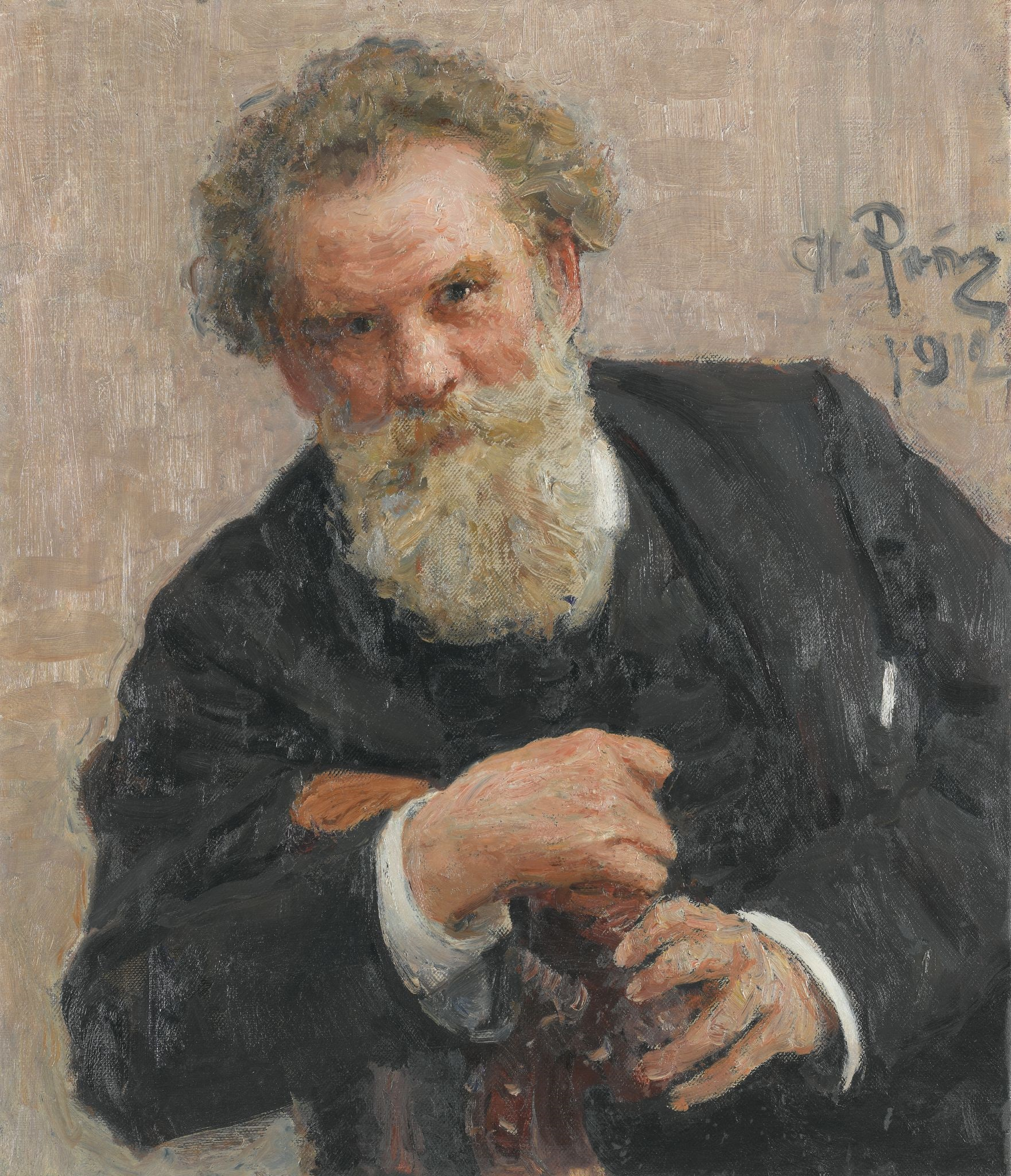
초상화

블라디미르 코롤렌코(러시아어: Влади́мир Галактио́нович Короле́нко, 1853년 7월 27일 ~ 1921년 12월 25일)는 우크라이나 태생의 러시아의 작가, 기자, 인권 활동가, 소설가이다.
관리의 집안에 태어났다. 모스크바의 표트르 농림학교에 재학중 당국에 반항하여 퇴학을 당했다. 그 후 여러 직업을 전전 끝에 혁명민주주의 영향으로 농민들 속에 뛰어들어 선전활동에 종사했으나 체포되어 시베리아로 유배되었다. 대표작 <마카르의 꿈>(1885), <장님 음악사>(1886) 등의 작품은 민중의 아름다운 마음씨를 그린 것으로 휴머니즘이 넘쳐 있다.
1921년 12월 25일 폐렴 합병증으로 인해 우크라이나 폴타바에서 사망했다.